# Operazione Chastise
L'operazione Chastise (castigo) fu un attacco aereo pianificato dal Bomber Command della RAF durante la seconda guerra mondiale. Svoltosi nell'ambito della battaglia della Ruhr e condotto dal 617º squadrone, l'obiettivo della missione era la demolizione delle dighe tedesche sui fiumi Eder, Sorpe e Möhne al fine di inondare le zone circostanti, ricche di impianti industriali.

## Storia

### Bombe e uomini speciali
(Arthur Harris, comandante in capo del Bomber Command, in una lettera di protesta contro l'operazione Chastise inviata a Charles Portal)
L'attacco alle dighe dei fiumi Eder, Sorpe e Möhne fu voluto dallo Stato Maggiore della RAF (Royal Air Force – l'aeronautica militare del Regno Unito) contro il parere di Arthur Harris, comandante in capo del Bomber Command (l'unità addetta alle azioni di bombardamento della RAF), che anzi il 18 febbraio 1943 protestò vivamente con Charles Portal, capo di Stato Maggiore della RAF.
Ad ogni modo per compiere la missione fu allestito, il 21 marzo 1943, uno squadrone, il 617º inquadrato nel 5th Group, composto dai migliori uomini del Bomber Command che si addestrarono per circa un mese per imparare ad usare le speciali bombe che avrebbero dovuto aprire una breccia nelle possenti dighe tedesche.

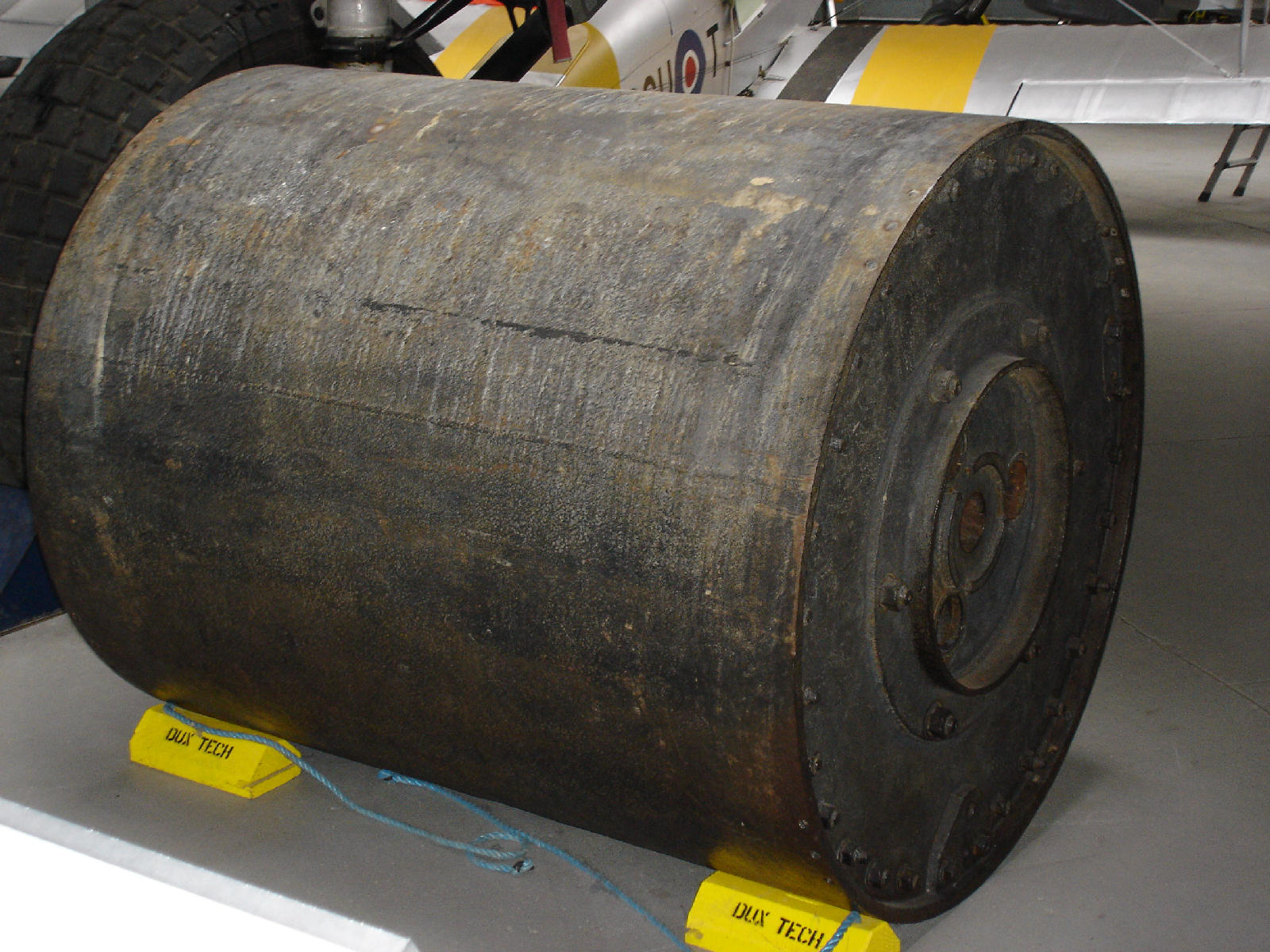
Un'originale bouncing bomb (bomba rimbalzante) identica a quelle utilizzate nell'operazione Chastise

Funzionamento della bouncing bomb

Queste bombe particolari erano state commissionate sin dal 1942 dallo Stato Maggiore della RAF a Barnes Wallis, ingegnere dell'Operational Research Section, che mise a punto delle bombe rimbalzanti (bouncing bomb): di forma cilindrica, alte 1,52 m e dal diametro di 1,27 m, pesanti 4.196 kg e riempite con 2.994 kg di esplosivo RDX (anche noto come T4). L'idea era quella di sganciare la bomba dalla fusoliera di un bombardiere Avro Lancaster e farla rimbalzare in avanti più volte, sfruttando la forza d'inerzia, fino ad esplodere contro la parete interna della diga. Così veniva anche evitato il problema delle reti antisiluro. Col tempo Wallis perfezionò la sua invenzione aggiungendo un congegno per imprimere un moto di rotazione attorno all'asse della bomba in senso contrario a quello della direzione di lancio, e un meccanismo di scoppio ritardato per far sì che la detonazione avvenisse ad alcuni metri di profondità (nel caso di detonatori malfunzionanti tre pistole idrostatiche avrebbero provveduto all'esplosione dopo un minuto e mezzo).

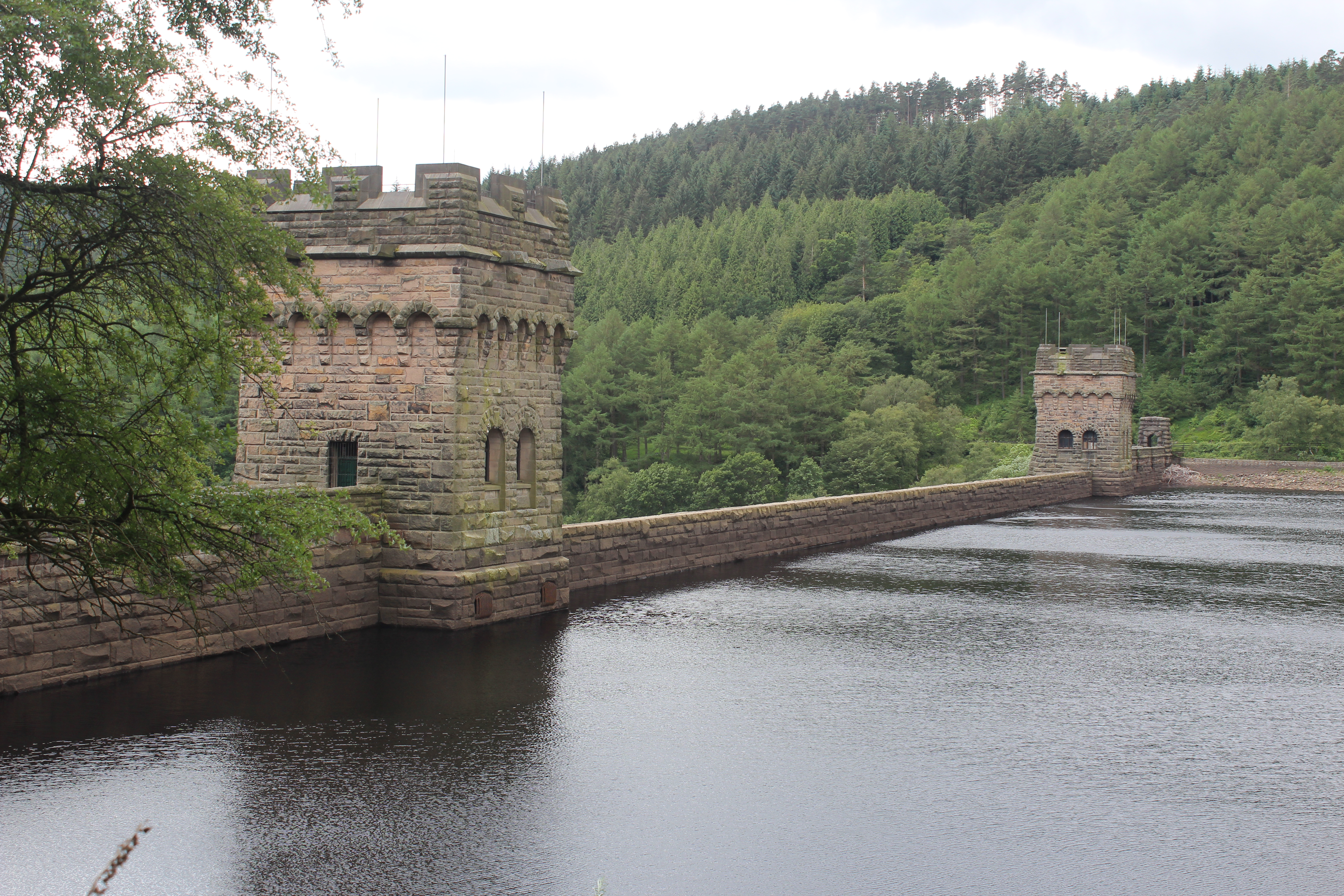
Derwent Reservoir dove sono state fatte le prove.

Che il 617º squadrone fosse composto dagli equipaggi migliori era richiesto dalle particolari modalità di lancio delle bouncing bomb. Esse dovevano essere sganciate alla bassissima quota di 18 m alla velocità di 354 km/h ed a una distanza dalla diga compresa tra i 366 e i 421 m. Altrimenti sarebbero affondate o esplose a contatto con l'acqua. Il comandante dello squadrone, Guy Gibson, si impegnò assieme al comandante del 5th Group, Ralph Cochrane, a studiare dei metodi per permettere di rispettare questi severi paletti. Il problema della giusta altezza (non esistevano altimetri per quote così basse e con un ragionevole errore assoluto) venne risolto da Gibson grazie ad un'idea che gli venne in mente mentre stava osservando il gioco di luci di uno spettacolo di ballerine a Charing Cross: egli intuì che bastava installare sotto la fusoliera dei Lancaster due proiettori, uno a prua e uno a poppa, angolati in modo tale che i loro dischi luminosi collimassero sull'acqua solo se la quota era di 18 metri precisi. Il secondo inconveniente, quello della giusta distanza, fu superato da un tenente colonnello dello Stato Maggiore che propose di costruire una sorta di fionda a "Y" posizionata a 61 cm da un semplice oculare di puntamento; quando i vertici della "Y" avessero combaciato con le torrette delle dighe, stando ad una velocità di 354 km/h, la distanza sarebbe stata ottimale per il lancio della bouncing bomb.

### Avvicinamento agli obiettivi

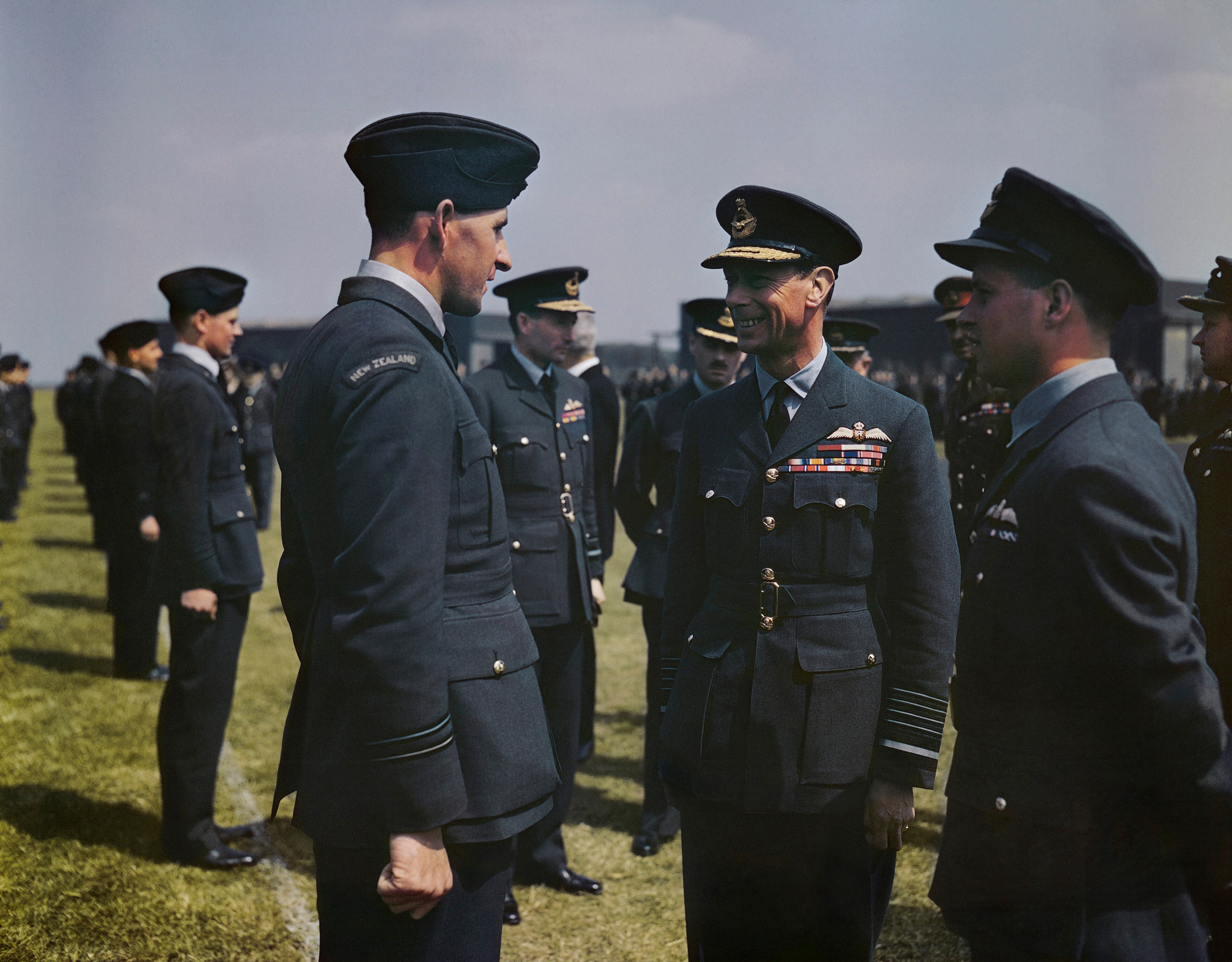
Re Giorgio VI a colloquio con Les Munro

L'operazione Chastise, iniziata il 16 maggio 1943 e pianificata in tutto e per tutto da Cochrane, capo del 5th Group, prevedeva lo scaglionamento di 19 Lancaster in tre ondate così composte:
- 1ª ondata: aereo "G" pilotato da Guy Gibson, "M" di J.V. Hopgood, "P" di Harold Martin, "A" di Henry Melvin Young, "J" di David Maltby, "L" di D.J. Shannon, "Z" di H.E. Maudslay, "N" di L.G. Knight e "B" di W. Astell; partiti intorno alle 21:39;
- 2ª ondata: aereo "T" pilotato da J.C. McCarthy, "E" di R.N.G. Barlow, "K" di V.A. Byers, "H" di G. Rice e "W" di Les Munro; partiti alle 21:28;
- 3ª ondata: aereo "Y" di C.T. Anderson, "F" di K.W. Brown, "O" di W.C. Townsend, "S" di L.J. Burpee e "C" di W.H.T. Ottley; concepita come forza di riserva e partita alle 00:09 del 17 maggio.

Il volo era da svolgersi categoricamente sotto i 450 m per evitare l'identificazione da parte dei radar tedeschi. Inizialmente le cose volsero al peggio per il 617º squadrone: l'aereo "W" di Munro ebbe un guasto meccanico sopra lo Zuiderzee e tornò in Inghilterra, "H" fu colpito dalla contraerea di Vlieland e fece rotta per la base di partenza, di "E" e "K" si perse ogni traccia (forse furono abbattuti o precipitarono a seguito di gravi guasti meccanici) cosicché della seconda ondata rimase solo McCarthy.

### Attacco alla diga del Möhne
Sulla diga del Möhne attaccò per primo Gibson alle 00:28 del 17 maggio. Sotto una pesante reazione della FlaK il puntatore F.M. Spafford sganciò la bouncing bomb a circa 400 m dal bersaglio, centrato in pieno ma solo danneggiato dall'esplosione. Gibson, capo della formazione, ordinò a Hopgood di tentare la sua stessa manovra. In fase d'avvicinamento "M" fu colpito ad un motore e nonostante gli sforzi del pilota l'aereo venne travolto dall'esplosione della bomba avvenuta a contatto con l'acqua. Quindi fu la volta di Martin, anch'esso colpito a un serbatoio e agli alettoni, che non precipitò ma lanciò troppo presto la bomba che si inabissò nello specchio d'acqua. Invece Young e il suo "A", grazie anche al puntatore V.S. MacCausland, colpirono nello stesso punto in cui era esplosa la bomba di Gibson, ma la diga non crollò.

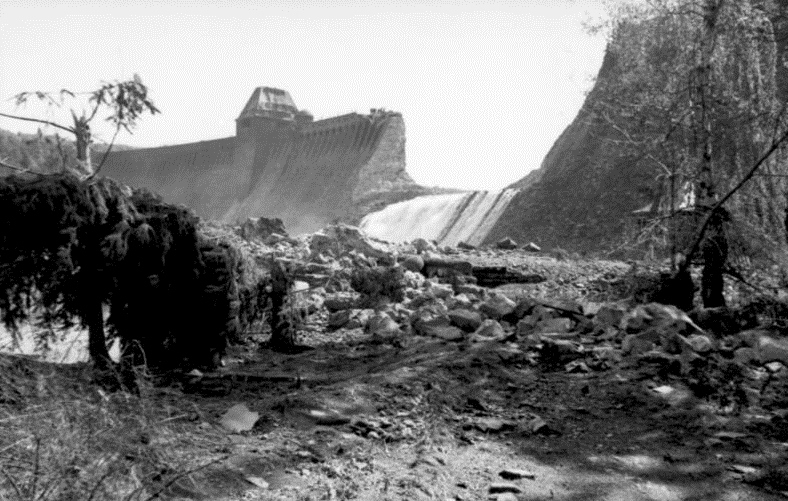
La diga del Möhne dopo l'attacco

Ci volle un altro centro dello "J" di Maltby e del puntatore J. Fort per far sgretolare piano piano la parte centrale della diga, che in poco tempo riversò dalla falla di 1.200 m² milioni di litri d'acqua nella valle. Visto il successo riportato dai suoi uomini, Gibson inoltrò al comando del 5th Group la parola in codice "Nigger" (il nome del suo cane preferito ucciso il giorno prima da un'auto a Scampton, luogo di partenza per tutti gli aerei dell'operazione Chastise) e ordinò di fare rotta per la diga dell'Eder.

### Attacco alla diga dell'Eder

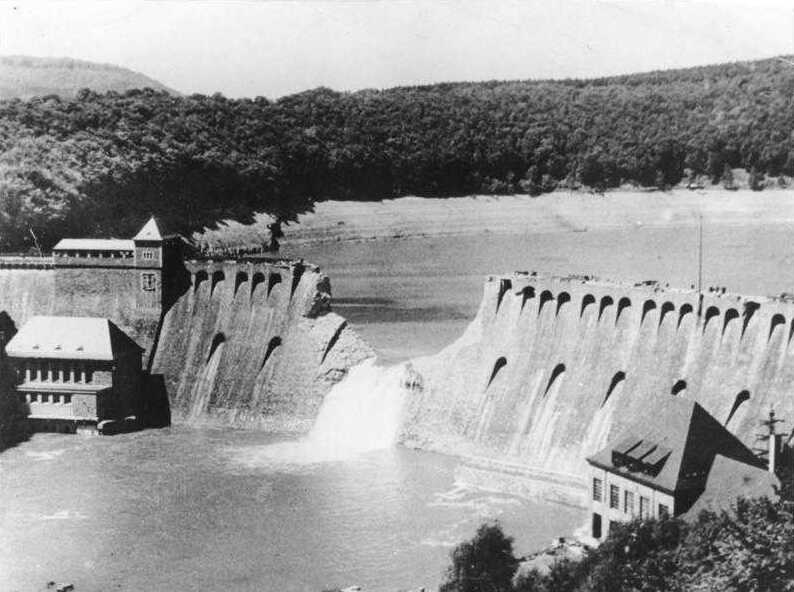
La diga dell'Eder dopo l'attacco

Indifesa, la diga dell'Eder fu da principio attaccata numerose volte da Shannon, ma non riuscì mai ad allinearsi correttamente e alla fine dovette lasciare il posto a Maudslay, il cui puntatore sganciò la bomba che batté sul parapetto della diga esplodendo su una vicina collina. Shannon tentò di nuovo l'impresa e al terzo nuovo tentativo il suo puntatore L.J. Sumpter posizionò la bomba correttamente. Tuttavia per aprire una breccia fu necessario l'intervento di Knight e del suo puntatore E.C. Johnson, che frantumarono la diga alle ore 01:54.
Trasmessa la parola in codice "Dinghy" (il soprannome di uno dei suoi uomini) Gibson tornò sulla diga del Möhne per sincerarsi dei danni quindi, assieme al resto della formazione, tornò in Inghilterra, mai raggiunta dallo "A" di Young e dal "B" di Astell (quest'ultimo peraltro mai chiamato ad attaccare le dighe) perché abbattuti dalla caccia notturna tedesca.

### Attacco alle dighe dell'Ennepe e del Sorpe

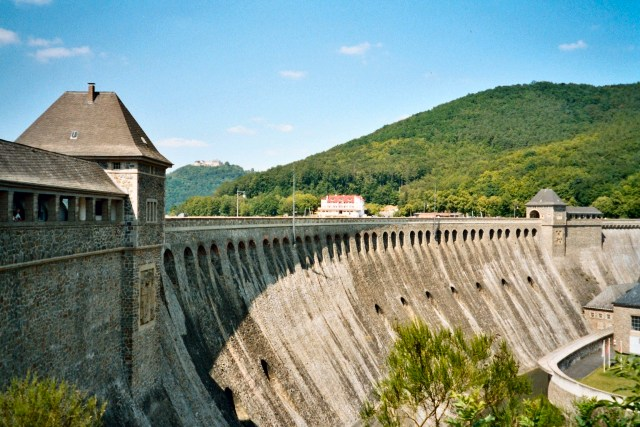
La diga dell'Eder in una foto del 2004. Si notino le aperture per far defluire l'acqua mancanti, mai ricostruite

Mentre Gibson conduceva i due attacchi alle dighe del Möhne e dell'Eder, l'aereo "T" di McCarthy, unico superstite della seconda ondata, lanciò tramite il puntatore G.L. Johnson, alle 00:45, la sua bomba che colpì la parte alta della diga del Sorpe, riuscendo solo a sgretolarla. Anche "F" di Brown centrò la diga che però, come quella sul Möhne, resistette anche al secondo colpo.
Il Lancaster di Townsend ("O") riuscì a far cadere la sua bouncing bomb sulla diga dell'Ennepe ma probabilmente questa non esplose perché l'equipaggio non notò nulla.
Tra gli altri aerei della terza ondata, Anderson non trovò nessun obiettivo, e di Burpee e Ottley non si seppe più nulla.

## Conseguenze
Il 617º squadrone uscì martoriato dall'operazione Chastise: non tornarono infatti 8 aerei su 19, perirono 53 uomini esperti e altri 3 finirono prigionieri. Lo squadrone, assieme al suo comandante Guy Gibson, fu insignito della Victoria Cross da re Giorgio VI e fu soprannominato "The Dam Busters" (i distruttori di dighe) e assunse come motto "après moi le déluge" ("dopo di me il diluvio", mutuato dall'Après nous le déluge di Madame de Pompadour).
La città di Neheim-Husten, otto chilometri a valle della diga sul Möhne, venne investita dai flutti al massimo della loro violenza: persero la vita 859 persone. Nei pressi della città c'era anche un campo di Zwangsarbeiter, cittadini stranieri deportati in Germania e costretti al lavoro coatto, in prevalenza contadine ucraine: ne morirono 750. Nei 210 milioni di tonnellate d'acqua fuoriusciti dalla diga sul Möhne annegarono almeno 1600 civili.
Nella Germania nazista furono sommersi trenta km² di territorio, con almeno 125 fabbriche, 25 ponti e alcuni nodi ferroviari.
Arthur Harris, comandante in capo del Bomber Command che nessun merito aveva avuto per l'azione, in quanto pianificata dal comandante del 5th Group Ralph Cochrane, fece tesoro del successo e cambiò rapidamente idea sul 617º squadrone affermando: "È mia intenzione utilizzare questo squadrone per compiti speciali anche in futuro".